# Afra (nome)
Afra  è un nome proprio di persona italiano femminile.

## Varianti
- Femminili: Africa, Africana[2]
- Maschili: Afro, Africo, Africano[2]

### Varianti in altre lingue
- Latino: Afra[3][4]
  - Maschili: Afer[4]

## Origine e diffusione
Deriva da un soprannome latino, Afra (al maschile Afer, usato anche come agnomen) che i romani erano soliti dare a donne proveniente dall'Africa, col significato di "originaria dell'Africa", "Africana".
Va notato che questo nome coincide con عفرا (Afra), un nome arabo femminile che vuol dire "rosso biancastro".
È diffuso al nord ed al centro Italia, in particolare in Emilia-Romagna e Veneto. La variante maschile Afro è caratteristica dell'Emilia-Romagna

## Onomastico
L'onomastico può essere festeggiato il 7 agosto in ricordo di santa Afra, martire ad Augusta, oppure il 4 maggio in memoria di santa Afra, matrona e martire bresciana. 

## Persone
- Afra di Augusta, santa romana
- Afra Bianchin, architetta italiana
- Afra Saraçoğlu, attrice e modella turca

### Variante Aphra
- Aphra Behn, scrittrice inglese

### Variante maschile Afro
- Publio Elio Adriano Afro, senatore romano, padre dell'imperatore Adriano
- Publio Terenzio Afro, commediografo romano
- Afro Basaldella, pittore italiano
- Afro De Pietri, calciatore e allenatore di calcio italiano
- Afro Poli, baritono e attore italiano

## Il nome nelle arti
- Afra è un personaggio del film Le schiave di Cartagine, interpretata da Nietta Zocchi.